# Discurso sobre la Ogdóada y la Enéada

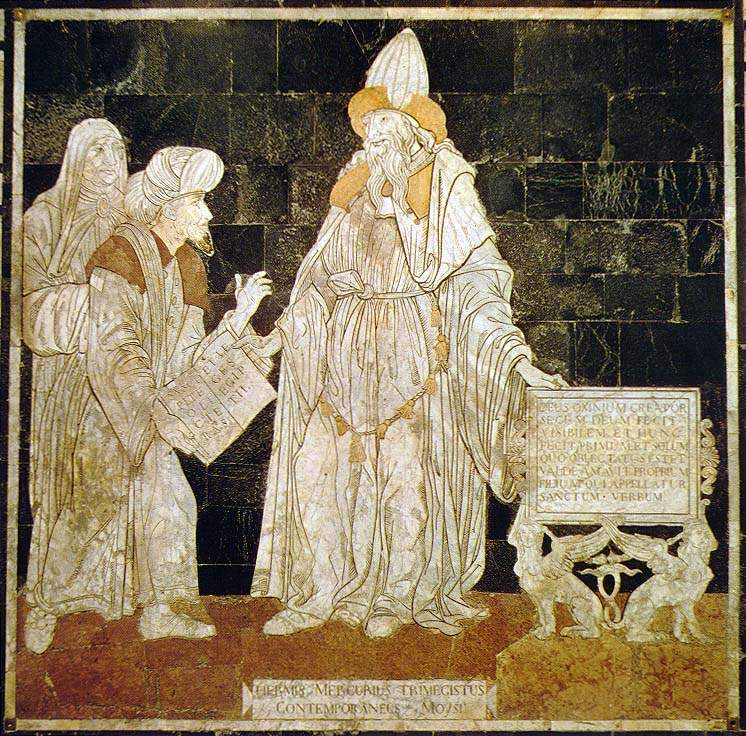
Incrustaciones en el suelo de la Catedral de Siena: Hermes Mercurius Trismegistus, contemporáneo de Moisés, en las páginas izquierdas del libro

El Discurso sobre la Ogdóada y la Enéada es uno de los textos del Codex VI de los Manuscritos de Nag Hammadi (6, 52-63) junto a una oración de acción de gracias y a un amplio fragmento del Discurso Perfecto. A diferencia de los otros, el Discurso sobre la Ogdóada y la Enéada era inédito hasta el descubrimiento de los manuscritos en 1945. 
Su título real no se conoce, sobre la base del tema de la disertación, presentado en 53, 23-26, se le ha dado el título, aunque hay quien lo llama Discurso de la octava y la novena, o bien Discurso sobre la ogdóada y la enneada, manteniendo los términos greco-coptos, porque dicha expresión aparece en la primera línea (52, 1).
 
Así como los otros textos de la biblioteca encontrada son de tema gnóstico, este libro es hermético. No rechazan la religión egipcia, pero intentan hacerla más espiritual: el hermetismo es una vía, no una religión.

## Datación
Se cree que fue compuesto en Egipto por las referencias a la ciudad de Dióspolis, a personajes de jeroglífico y a dioses con caras de animal, todas encontradas en la sección que empieza 61,18. La mención de la enseñanza de Hermes Trismegisto (Tot) también indica Egipto. La fecha de su composición es posible que sea el siglo II, debido a las semejanzas con ciertas ideas platónicas. La "Octava" y la "Novena" parte se refieren a los eones de los cielos que rodean la tierra.

## Estilo
Esencialmente, el Tratado toma la forma de un diálogo entre un maestro y su discípulo. El discípulo llama a su maestro "mi padre" y, en varias ocasiones "Hermes" (58, 28; 59, 11; 63, 24) o "Trimegistus" (59, 15.24), mientras que el maestro llama su discípulo "Mi hijo", sin darle ningún otro nombre. Existen otros documentos en los que el nombre del discípulo no se menciona, sin embargo, hay una diferencia esencial: el discípulo que aparece aquí no es un principiante, Hermes ya le ha explicado todo y lo ha detallado en discursos (63, 1-2). Todo lo que le queda es cubrir la etapa final, que no es sólo conocer sino comprometer su persona entera. Es la iniciación que permite la regeneración, creando un nuevo ser humano, directamente inspirado por el intelecto divino.
Por tanto, se entenderá que no haya aquí ninguna cuestión de enseñanza corriente. No se trata de transmitir conocimientos, sino de una experiencia o, una actitud espiritual, una predisposición profunda del interior. El fundamento de esta actitud es la oración de alabanza (55, 4; 57, 10; 59, 20; 60, 9.14.18) que eleva el alma y la prepara para la contemplación silenciosa. 

## Contenido
La parte central de la disertación consta de oraciones salpicadas, visiones extáticas y enseñanzas del maestro dadas desde el principio (52, 27) únicamente como pedagogía de la oración. Además, el hecho de que el poder espiritual que logra la regeneración sea transmitido por un beso (57, 26) intercambiado entre padre e hijo, como un símbolo del don gratuito del amor divino, revela la originalidad de una enseñanza que contiene mayor cantidad práctica de formación espiritual e iniciación en los misterios, que teoría.
Este diálogo es un documento de la mayor importancia, entre otras para el estudio de los orígenes de la obra gnóstica de Nag Hammadi; por cuanto aclara la vida interna de las comunidades, y representa un testimonio viviente sobre los perfectos y los espirituales, tanto como el espíritu de sus prácticas y ritos de iniciación. Es, en todo caso, uno de los ejemplos más claros en los que una ceremonia gnóstica es descrita concretamente en todo detalle.